# Jhonatan Candia
Jhonatan Marcelo Candia Hernández (Montevideo, Uruguay, 15 de marzo de 1995) es un futbolista que se desempeña como delantero y su equipo actual es Barracas Central de la  Primera División de Argentina.

## Trayectoria

### Uruguay
Realizó las divisiones inferiores en el Liverpool Fútbol Club, donde marcó cinco goles en 45 partidos. Luego pasó por Boston River y Villa Española, y en este último logró destacarse convirtiendo 10 goles en 22 encuentros.

## Clubes
| Club                      | País      | Año           | Partidos | Goles |
| ------------------------- | --------- | ------------- | -------- | ----- |
| Liverpool                 | Uruguay   | 2013-2017     | 45       | 5     |
| Boston River              | Uruguay   | 2018          | 7        | 0     |
| Villa Española            | Uruguay   | 2019          | 22       | 10    |
| Arsenal                   | Argentina | 2020-2021     | 24       | 8     |
| Huracán                   | Argentina | 2021-2022     | 43       | 8     |
| Rosario Central           | Argentina | 2022-2023     | 19       | 1     |
| → Audax Italiano (cedido) | Chile     | 2023          |          |       |
| Barracas Central          | Argentina | 2024-presente |          |       |

## Palmarés

### Títulos nacionales
| Título           | Club      | País    | Año  |
| ---------------- | --------- | ------- | ---- |
| Segunda División | Liverpool | Uruguay | 2015 |